# Georg Herold

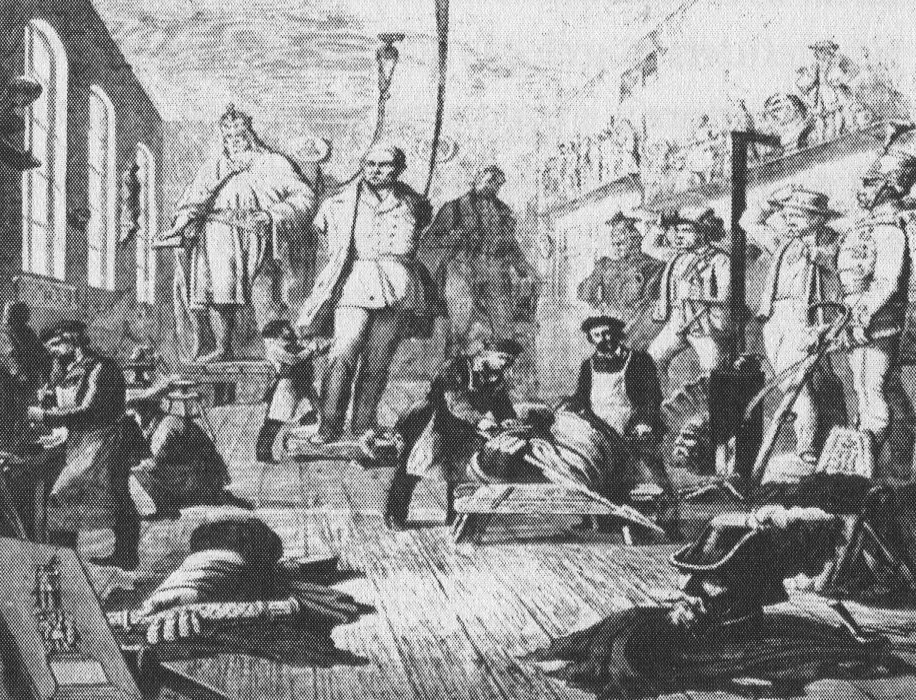
Gjuteriet Lenz-Herold, 1858. Christoph Lenz längst till vänster och Georg Heroldt till höger om mitten i ljust förskinn.

Georg Herold (även Georg Heroldt), född 1832 i Leipzig, död 28 juli 1871 i Stockholm genom en olycka, var en tysk konstgjutare. Tillsammans med sin halvbror Christoph Lenz (1829–1915) grundade han 1858 gjuterifirman Gebrüder Lenz-Herold i Nürnberg.

## Biografi

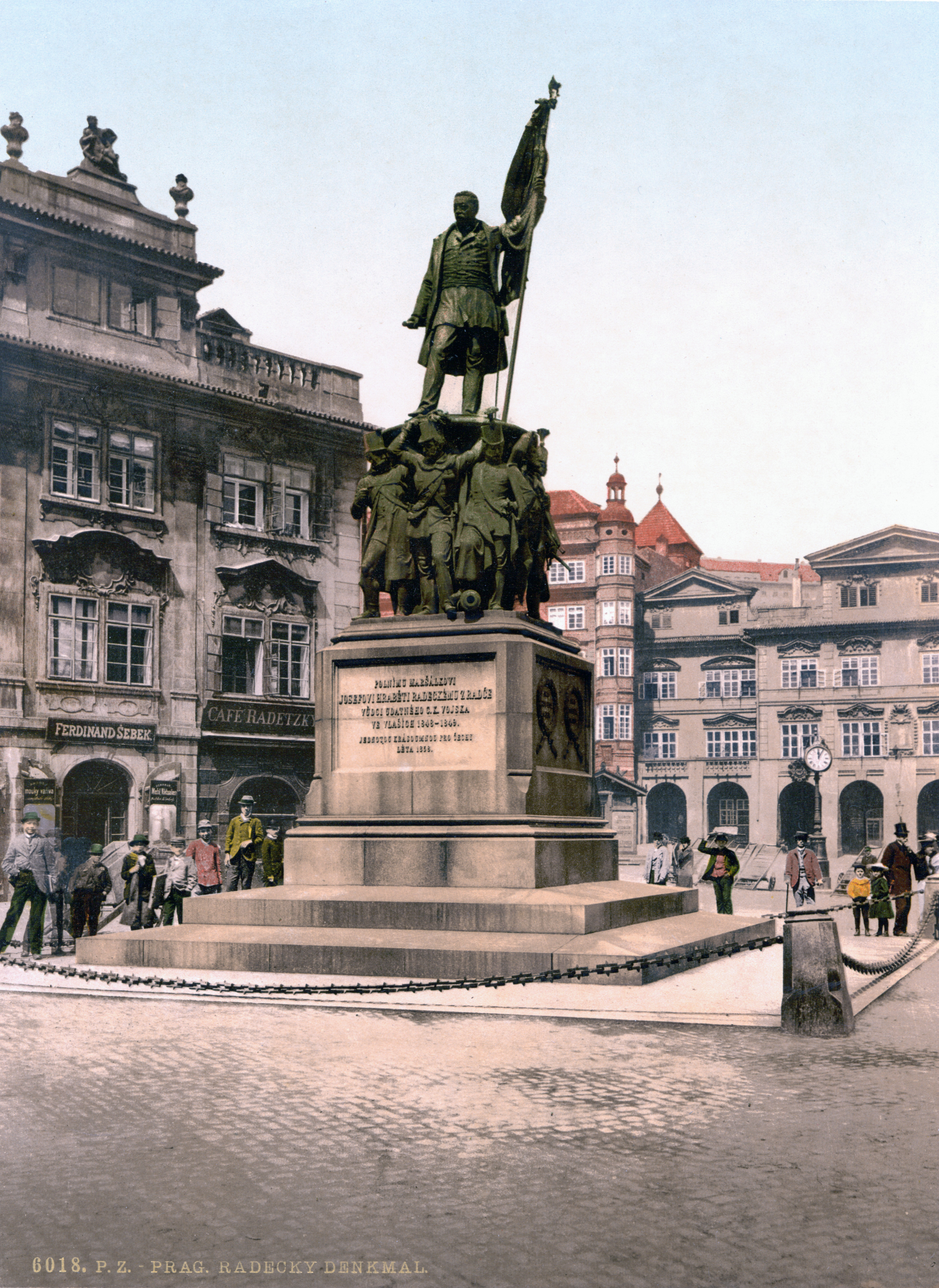
Radetzky-monumentet i Prag, 1858.

Georg Herold tillhörde en gammal konstgjutarsläkt med säte i Nürnberg, känd sedan 1600-talet genom gjutning av klockor och kanoner. Bland dem märks Andreas Herold (1623–1696) som 1678 göt mörsarna kring Karl XII:s staty i Kungsträdgården.
Gjuterifirman Lenz-Herold började sin verksamhet på 1800-talets mitt när man 1858 kunde färdigställa Radetzky-monumentet i Prag. Arbetet lovordades och belönades med medalj. Därefter kom ett stort antal uppdrag från in- och utlandet, bland annat att gjuta monument för Dresden, Coburg, Gera och Sidney.

### Stockholm
Så småningom fick Lenz-Herold även några större uppdrag från Stockholm. Deras första arbete var Johan Peter Molins Bältespännarna som färdigställdes 1867 i Nürnberg och avtäcktes utanför Nationalmuseum till dess invigning. Molin var mycket nöjd med resultatet och beställde ytterligare två av sina verk hos Nürnbergsfirman: Karl XII:s staty och Molins fontän. Hösten 1867 anlände Georg Heroldt till Stockholm för att förbereda arbetet som skulle utföras på Kungliga myntet på Kungsholmen. Firman använde Kungliga myntet som tillfällig filial i Stockholm och  leddes av Heroldt. Här fick den unge Otto Meyer (sedermera grundare av Otto Meyers konstgjuteri) sina första kontakter med konstgjutning. Han fungerade som springpojke och tyskkunnig tolk.

### Olyckan
Karl XII:s staty färdigställdes som det var planerad och invigdes den 30 november 1868. Men under arbetet med fontänen inträffade torsdagen den 27 juli 1871 en svår arbetsplatsolycka som kostade Heroldt livet. Om olyckan finns olika skildringar, den bäst underbyggda publicerades i Falu-Posten den 2 augusti 1871. 
Enligt den brast en lina i en lyftanordning och Heroldt fick ett cirka 250 kg tungt arbetsstycke över sig som slog sönder hans ben. Han avled dagen därpå (alltså den på 28 juli) på Serafimerlasarettet till följd av sina skador. Allt arbete med Molins fontän avbröts och fullbordades sedan av Lenz-Herold i Nürnberg under deltagande av Otto Meyer som även övervakade transporten tillbaka till Stockholm och uppsättningen i Kungsträdgården. Verket invigdes den 25 september 1873 med två års försening. För sitt arbete belönades Lenz-Herold med Vasaorden. Firman existerar fortfarande under namnet Lenz Bronce Guss.

## Bilder (arbeten i urval)

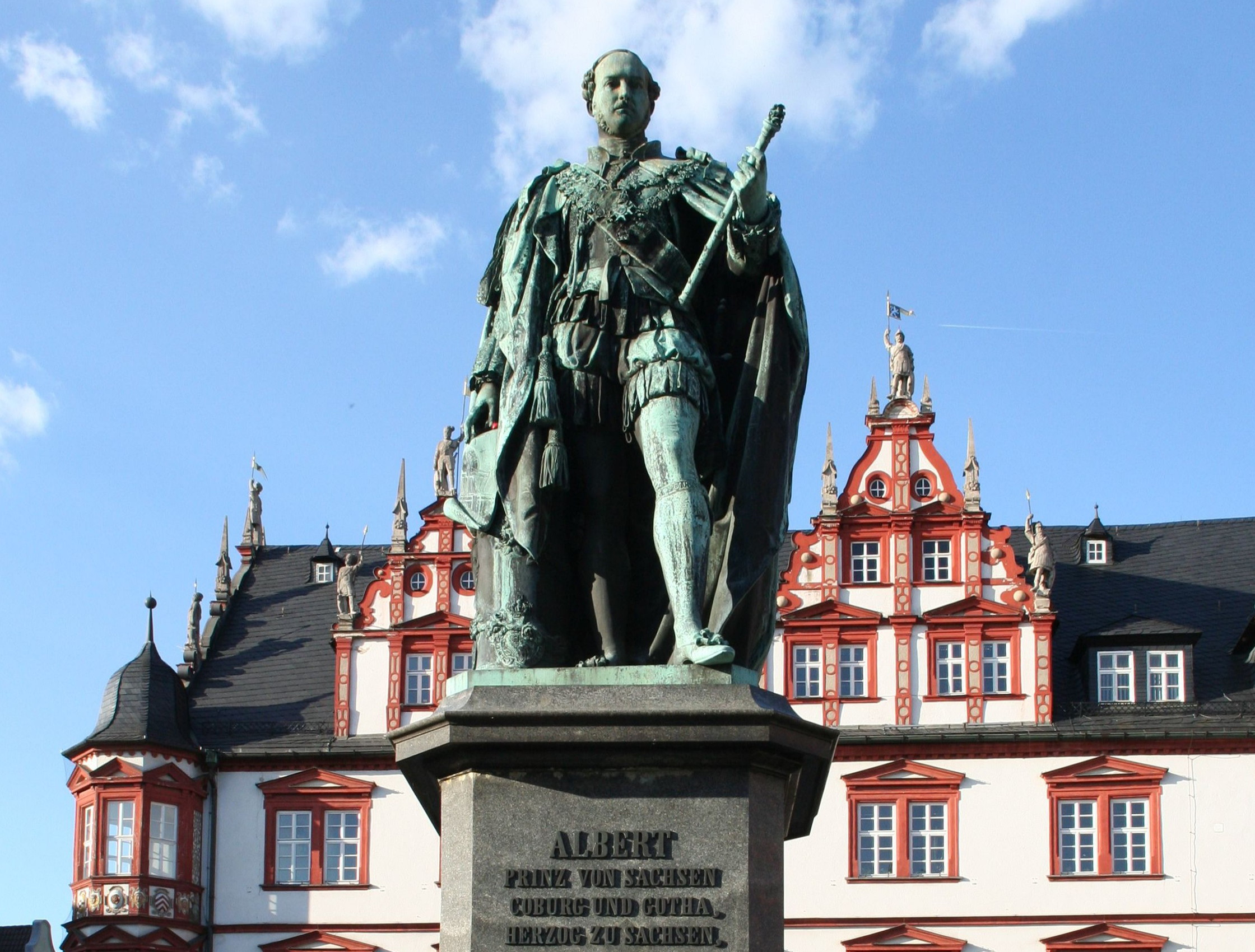
Prins Albert-monument i Coburg, 1865.
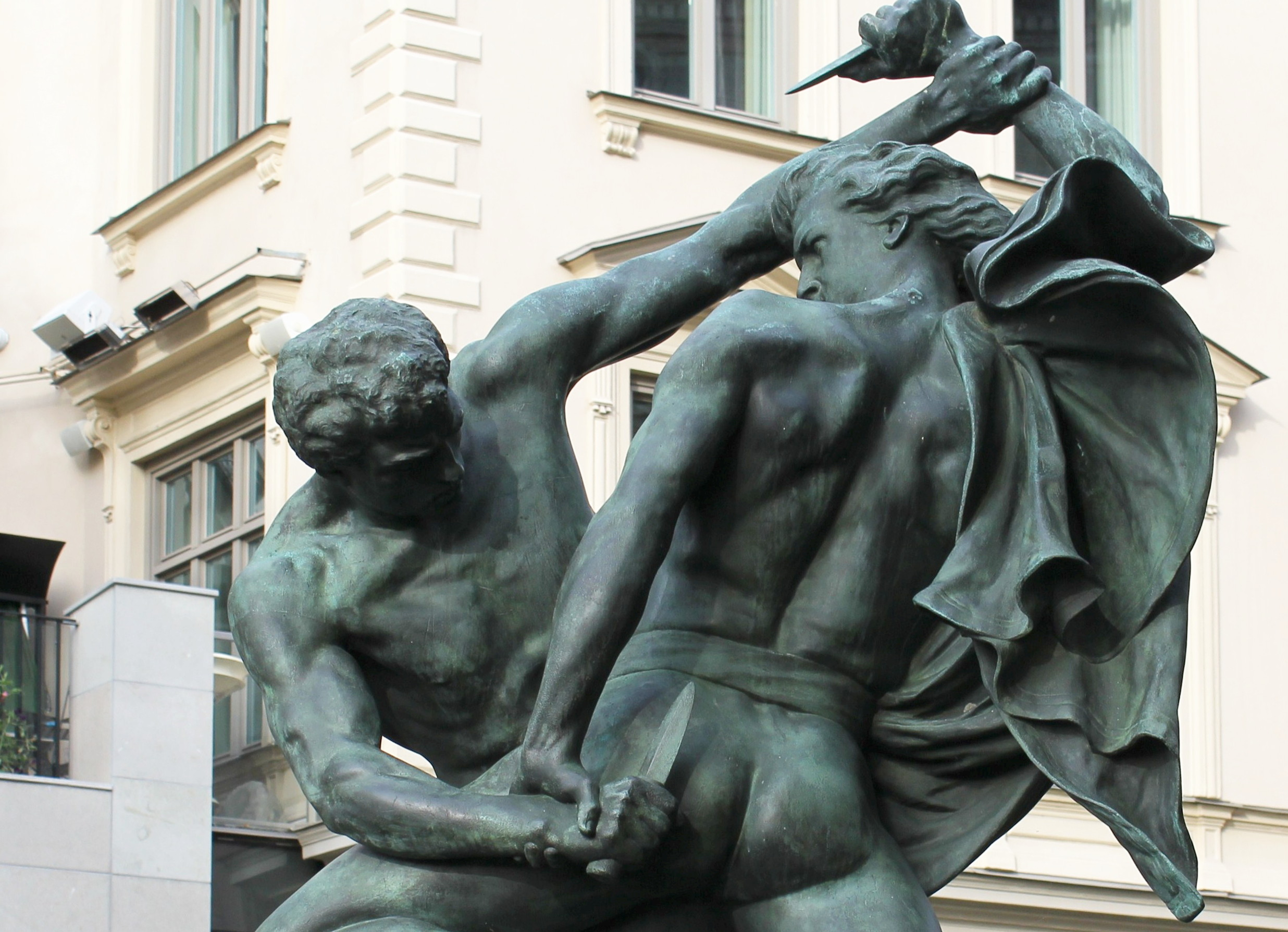
Bältespännarna (detalj), 1867.
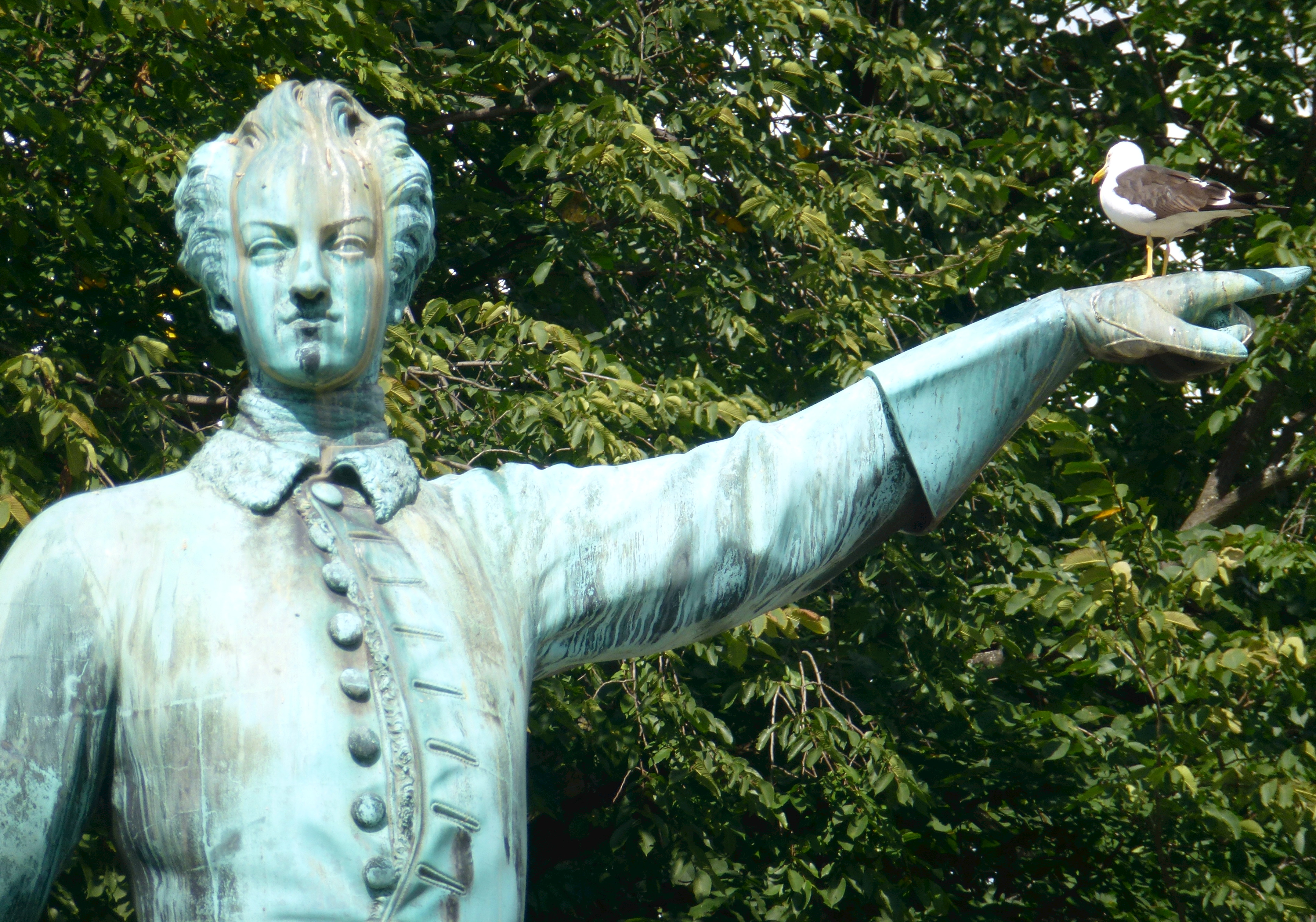
Karl XII:s staty (detalj), 1867.
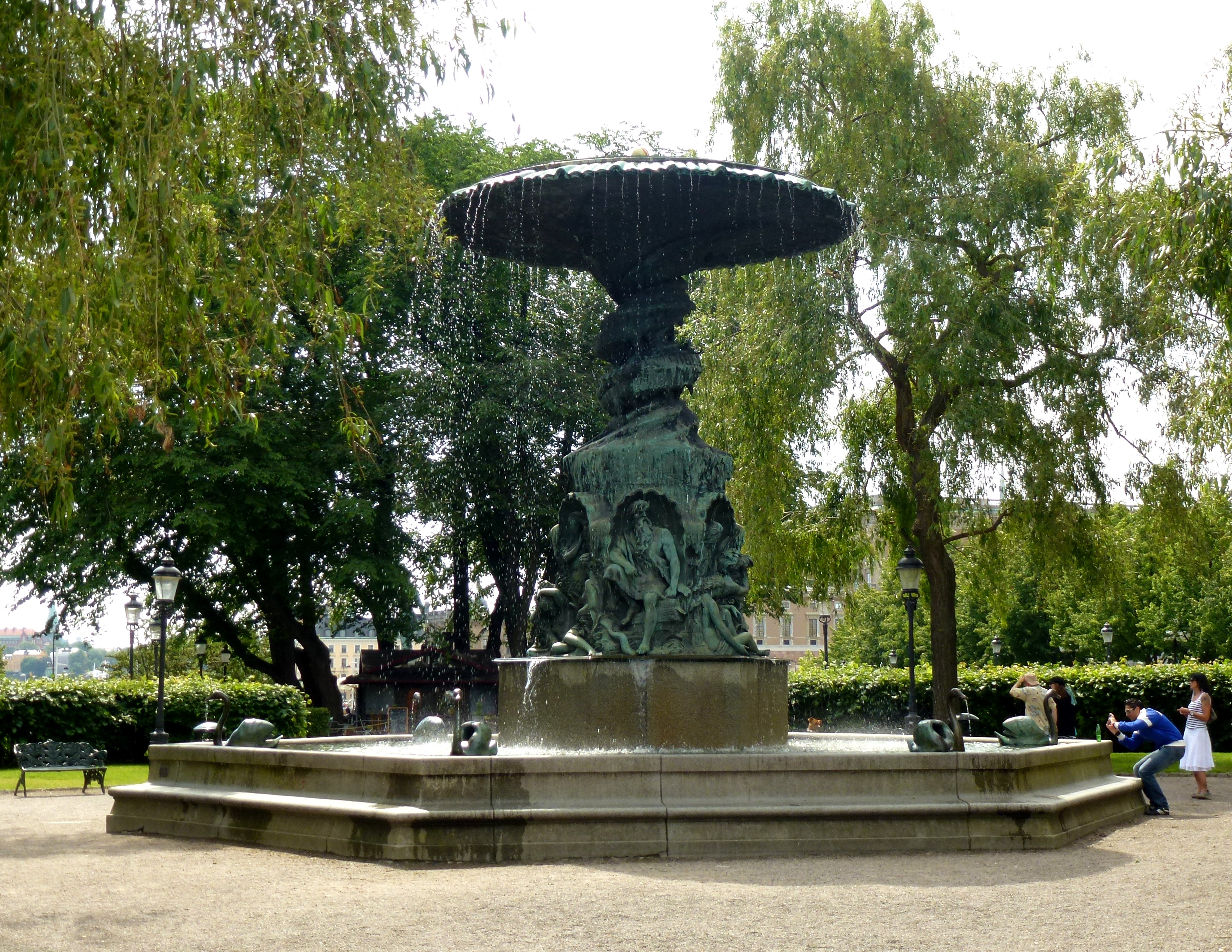
Molins fontän, 1873.